# Kalkhorst
Kalkhorst – gmina w Niemczech, w kraju związkowym Meklemburgia-Pomorze Przednie, w powiecie Nordwestmecklenburg, wchodzi w skład urzędu Klützer Winkel.